# バニリルアルコール
バニリルアルコール（英: Vanillyl alcohol）は、芳香族アルコールの一種。4-ヒドロキシ-3-メトキシベンジルアルコール（英: 4-Hydroxy-3-methoxybenzyl Alcohol）とも称する。

## 生成
バニリルアルコールオキシダーゼにより、バニリンの可逆的還元で生じる。
シュードモナス属の変異株により、オイゲノールを酸化分解してバニリルアルコールおよびバニリン、コニフェリルアルコール、コニフェリルアルデヒド、フェルラ酸を生成する研究も行われている。

## 用途
香料および香料原料として利用される。
バニリルアルコールと8-メチルノナン酸とをエステル化反応させることによりジヒドロカプシエイト（DHC）が合成される。DHCはカプサイシンと構造が類似するが辛味が少なく、食事摂取後の熱産生が増加するとの研究結果があることからダイエット食品への応用が考えられる。DHCは消化管内でバニリルアルコールに代謝され、さらにバニリン酸とメチルノナン酸に分解される。